# Halálbiztos diagnózis
A Halálbiztos diagnózis (eredeti cím: Diagnosis: Murder) amerikai TV sorozat amely 1993 és 2001 között futott.
A sorozat egy Dr. Sloan nevű jó természetű orvosról szól, aki a helyi rendőrségnek dolgozik egészségügyi szakértőként.
Magyarországon először a Viasat 3 tűzte műsorra 2002. november 12-én, később az AXN, a Universal Channel, 2016. április 5-től pedig a Duna is műsorra tűzte.

## Szereplők
| Színész           | Szerep             | Magyar hang (1. szinkron) | Magyar hang (2. szinkron) |
| ----------------- | ------------------ | ------------------------- | ------------------------- |
| Dick Van Dyke     | Dr. Mark Sloan     | Papp János Láng József    | Szélyes Imre              |
| Berry Van Dyke    | Steve Sloan        | Juhász György             | Sarádi Zsolt              |
| Victoria Rowell   | Dr. Amanda Bentley | Törtei Tünde              | Solecki Janka             |
| Charlie Schlatter | Dr. Jesse Travis   | Seszták Szabolcs          | Szatory Dávid             |
| Micheal Tucci     | Norman Briggs      | Sebestyén András          |                           |
| Scott Baio        | Dr. Jack Stewart   | Schmied Zoltán            |                           |
| Delores Hall      | Delores Mitchell   | Rátonyi Hajni             |                           |

## Epizódok
| Évad | Évad | Részek száma | Részek száma | Eredeti sugárzás     | Eredeti sugárzás | Eredeti adó | Magyar sugárzás     | Magyar sugárzás     | Magyar adó     |
| Évad | Évad | Részek száma | Részek száma | Évadbemutató         | Évadzáró         | Eredeti adó | Évadbemutató        | Évadzáró            | Magyar adó     |
| ---- | ---- | ------------ | ------------ | -------------------- | ---------------- | ----------- | ------------------- | ------------------- | -------------- |
|      | 1.   | 19           | 19           | 1993. október 29.    | 1994. május 13.  | CBS         | 2016. április 5.    | 2016. május 2.      | Duna Televízió |
|      | 2.   | 22           | 22           | 1994. szeptember 16. | 1995. május 5.   | CBS         | 2016. május 3.      | 2016. június 2.     | Duna Televízió |
|      | 3.   | 18           | 18           | 1995. december 8.    | 1996. május 3.   | CBS         | 2016. június 3.     | 2016. június 28.    | Duna Televízió |
|      | 4.   | 26           | 26           | 1996. szeptember 19. | 1997. május 8.   | CBS         | 2016. június 29.    | 2016. augusztus 3.  | Duna Televízió |
|      | 5.   | 25           | 25           | 1997. szeptember 18. | 1998. május 14.  | CBS         | 2016. augusztus 4.  | 2016. szeptember 7. | Duna Televízió |
|      | 6.   | 22           | 22           | 1998. szeptember 24. | 1999. május 13.  | CBS         | 2016. szeptember 8. | 2016. október 10.   | Duna Televízió |
|      | 7.   | 24           | 24           | 1999. szeptember 23. | 2000. május 11.  | CBS         | 2016. október 10.   | 2016. november 9.   | Duna Televízió |
|      | 8.   | 22           | 22           | 2000. október 12.    | 2001. május 11.  | CBS         | 2016. november 10.  | 2016. december 9.   | Duna Televízió |